# Michail Aleksandrovič Šolochov
Michail Aleksandrovič Šolochov (in russo Михаил Александрович Шолохов?; Kružilin, 24 maggio 1905 – Vëšenskaja, 21 febbraio 1984) è stato uno scrittore e politico sovietico.
Per ampiezza di soffio epico e serenità di visione è stato paragonato a Tolstoj, ed ha riscosso vasto successo anche in Occidente (Premio Nobel per la letteratura nel 1965).
In URSS la sua opera era tenuta in altissimo conto, oltre che per questi pregi artistici, per il contributo alla vittoria ed alla propaganda del socialismo.
È noto principalmente per aver narrato l'epopea dei Cosacchi del Don durante la rivoluzione russa e la guerra civile nel suo romanzo più celebre, Il placido Don.

## Primi anni e opere giovanili
Michail Aleksandrovič Šolochov nasce il 24 (11, secondo il calendario giuliano) maggio 1905 nel villaggio di Kružilin, frazione della stanica (villaggio cosacco) di Vešenskaja, nel distretto del Donec'k. Il padre era un cosacco dedito ai commerci, mentre la madre, ucraina, era una cameriera analfabeta.
Il giovane Šolochov frequenta il ginnasio a Mosca, Bogučar e Vešenskaja, ma lo scoppio della guerra civile nel 1918 lo costringe a interrompere gli studi. Vivrà per tutta la durata del conflitto in prossimità del fronte dell'Alto Don. A partire dal 1920, inizia ad occupare diversi posti di impiego nelle amministrazioni locali, fra cui quella del maestro elementare. Nello stesso periodo partecipa anche alla caccia dei gruppi di partigiani cosacchi insorti contro le politiche di requisizione dei prodotti alimentari avviate dal potere sovietico.
La carica di addetto al vettovagliamento lo porta in diverse occasioni a rischiare la vita: i partigiani di Nestor Machno lo minacciano di morte e rischia persino di essere fucilato dai suoi compagni per l'indebita punizione di un kulak. Questi anni particolarmente turbolenti verranno ricordati nei suoi racconti giovanili e nell'ultima parte della sua opera più importante, Il placido Don. Tra il 1920 e il 1922 comincia anche a comporre drammi per il teatro locale della stanica di Karginskaja.
Nell'ottobre del 1922 si trasferisce a Mosca per presentare domanda d'ammissione all'università, ma viene respinto. Si dedica quindi a numerose occupazioni occasioni fino alla fine dell'anno seguente, quando aderisce al gruppo La Giovane Guardia, composto da scrittori membri delle Gioventù comuniste. Entra anche a far parte dell’Associazione degli scrittori proletari russi.
La sua prima pubblicazione è del settembre 1923. La verità della gioventù, giornale del komsomol, mette alle stampe il suo primo racconto satirico, intitolato La Prova. Questa testata, che ben presto verrà ribattezzata ne Il Giovane Leninista, continuerà a pubblicare suoi racconti, tra cui Il Neo e Il Vento, ben oltre il suo ritorno sulle rive del Don, avvenuto a maggio. Dopo essersi sposato, Šolochov si ristabilisce definitivamente a Vešenskaja e si dedica alla stesura dei Racconti del Don, pubblicati nel 1926 e successivamente ristampati, qualche tempo più tardi, in una seconda edizione più ampliata dal titolo La steppa azzurra.
Il tema centrale è la guerra che infuriò sul bacino del Don all'inizio degli anni venti, portando con sé carestie e repressioni di massa. I protagonisti sono quasi sempre strenui difensori del potere sovietico che arrivano a sacrificare la propria vita nel nome della causa per cui anche l'autore aveva combattuto. Secondo il critico Hermann Ermolaev, "i racconti danno un assaggio delle doti epiche, drammatiche e comiche di Šolochov, senza però rivelarne la dimensione lirica, che nei futuri romanzi darà un'efficacia straordinaria alle sue descrizioni dell'amore e della natura".
I racconti della giovinezza riscontrano un successo notevole e vengono ripubblicati in diversi edizioni fino al 1931. Dal 1932 al 1956, tuttavia, l'autore si opporrà a qualunque tipo di ristampa, giudicandoli "esageratamente ingenui e irrimediabilmente puerili".
Il materiale dei Racconti del Don andrà in seguito a costituire il nucleo narrativo de Il placido Don.

## Il placido Done le accuse di plagio
La stesura del suo capolavoro inizia nel 1925, quando il manoscritto porta ancora il titolo I paesi del Don. Dopo aver deciso di ampliarne il respiro storico, Šolochov ribattezza l'opera e ne predispone la partizione in quattro volumi, Il placido Don, La guerra continua, I rossi e i bianchi e Il colore della pace. Questi usciranno, fra vicende alterne che vedranno personalmente coinvolto persino Stalin, tra il 1928 e il 1940 per le riviste Ottobre e Mondo Nuovo. Nonostante le pressioni degli editori e del governo, Šolochov si rifiuterà sempre di compromettere la propria opera.
Il romanzo narra l'epopea di Grigorij Melechov e della sua famiglia, originaria del villaggio cosacco di Tatarskij. Dapprima arruolato tra le file dell'esercito zarista durante la prima guerra mondiale, Grigorij combatterà su entrambi i fronti della guerra civile e, ricercato dalle autorità sovietiche, finirà per arruolarsi in una banda di disertori. Nell'ultima delle sue innumerevoli fughe, egli perde l'amata Aksin’ja, vittima di un colpo d'arma da fuoco. Il lutto spegne ogni sua speranza riguardo al futuro e lo porta a far ritorno al villaggio natale, dov'è rimasto il figlio ad aspettarlo.
Per il respiro epico e per la commistione di epopea familiare e cronaca storica, il romanzo è stato spesso avvicinato a Guerra e pace di Tolstoj. Ne Il placido Don è condensata quella lotta di classe che sconvolse irrimediabilmente il mondo cosacco e di cui Šolochov rende l'essenza psicologica nella storia del suo eroe, Grigorij. Gli avvenimenti che giustificano la trama si svolgono in funzione del protagonista e l'intreccio che ne esce è inteso a mostrare la vittoria della rivoluzione sui cosacchi, che ne furono sempre nemici accaniti. Sul vasto affresco del "cosacchismo", ricco di dettagli folcloristici e denotato dalla comunione con la natura, irrompe la storia in tutta la sua tragicità, creando una frattura che insinua in tutti i personaggi la consapevolezza che nulla potrà essere come prima.
Šolochov viene accusato di plagio già ai tempi della pubblicazione dei primi due volumi. Per verificare la fondatezza di tali insinuazioni, nel 1929, la segreteria della RAPP (Associazione russa degli scrittori proletari) nomina una commissione d'inchiesta che assolverà l'autore pur non fornendo alcuna prova convincente.
La questione si riapre in corrispondenza dell'assegnazione del Premio Nobel a Šolochov nel 1965. Viene infatti alla luce La rapida del "Placido Don", opera incompiuta di un critico letterario sovietico del quale il curatore, Aleksandr Solženicyn, riporta solo l'iniziale del cognome: D*. L'ignoto sostiene che Il Placido Don sia in realtà formato da due testi, uno scritto dal vero autore, Fëdor Krjukov (1870-1920), l'altro da Šolochov. Il procedimento di D*, tuttavia, presenta numerose inesattezze e manca di rigore scientifico. Lo stesso Medvedev non riuscirà mai a dimostrare fino in fondo la sua tesi e arriverà a riconoscere la fragilità della sua argomentazione.
Nei primi anni ottanta, un'analisi comparata delle opere di Krjukov eseguita da un gruppo di ricercatori scandinavi mediante elaboratore conferma la paternità di Šolochov. I risultati dell'indagine vengono ripresi dal professore Nils Lid Hjort dell'Università di Oslo che, attraverso un esame statistico della lunghezza delle frasi dei manoscritti in questione, ha ribadito i risultati dell'inchiesta precedente.

## Rapporti col partito, attività giornalistica e ultimi anni
Oltre alla stesura del suo capolavoro, Šolochov dedica la maggior parte degli anni Trenta alla realizzazione di un altro romanzo, Terre vergini dissodate. Se Il placido Don aveva coperto il periodo che andava dalla rivoluzione alla guerra civile, quest'opera fornisce invece un ritratto della collettivizzazione dei primi anni Trenta. La pubblicazione del primo volume, nonostante le solite controversie con l'editoria, inizia nel gennaio del 1932, sulle pagine del Mondo Nuovo. Anche stavolta, l'intercessione di Stalin, incontrato di persona dall'autore un paio d'anni prima, segna la svolta decisiva.
Il romanzo riscontra un successo fenomenale e vale all'autore il Premio Lenin. Gli elogi della critica e la protezione di Stalin lo portano ad iscriversi al PCUS nel 1932. Questo, tuttavia, non lo rende del tutto immune da repressioni; nell'autunno del 1938, viene infatti arrestato dall'NKVD sotto la falsa accusa di aver partecipato ad un'insurrezione cosacca antisovietica nei pressi di Rostov. Stalin, però, non potendo accettare un simile affronto nei confronti di uno dei più popolari autori fedeli al partito, ne ordina il rilascio.
Con l'avvento della seconda guerra mondiale, la produzione di Šolochov verte sempre di più verso il giornalismo e la propaganda. Diventa corrispondente di guerra della Pravda e della Stella Rossa. Nell'estate del 1942, perde la madre a causa di un bombardamento tedesco e gli archivi contenenti i suoi manoscritti e la corrispondenza con Stalin e Gor'kij vengono irrimediabilmente distrutti.
Dalla sua esperienza al fronte nascono il racconto La Scienza dell'Odio, in cui viene descritta la brutalità delle truppe naziste, e il romanzo di guerra Hanno combattuto per la patria, pubblicato dalla Pravda tra il 1943 e il 1969, da cui verrà tratto l'omonimo film del regista Sergej Bondarčuk nel 1975.
Dopo la guerra, porta a termine la stesura del secondo volume di Terre vergini dissodate e, nel 1956, scrive il racconto Il destino di un uomo che ispirerà un altro film di Bondarčuk dallo stesso titolo.
Nel corso della sua carriera giornalistica si attiene a posizioni ortodosse e strettamente conformi alla linea del partito; nei suoi articoli, infatti, si scaglia con decisione contro autori dissidenti come Pasternak, Solženicyn, Sinjavskij e Daniėl' e contro la letteratura occidentale in generale.
Nel 1957, Il placido Don diventa anche un film diretto da Sergej Gerasimov. L'adattamento cinematografico di Bondarčuk, invece, uscirà solo nel 2006.
Šolochov muore nella stanica di Vešenskaja il 21 febbraio 1984 dopo esser diventato lo scrittore sovietico col più alto stato di servizio; oltre al Premio Nobel per la letteratura conferitogli nel 1965, vinse anche il Premio Stalin e il Premio Lenin, fu deputato a vita del Soviet Supremo dell'URSS, delegato a tutti i congressi del PCUS a partire dal 1939, membro del Comitato Centrale dal 1961, due volte Eroe del lavoro socialista e membro dell'Accademia delle scienze dell'URSS. Nel 1962, l'Università di St Andrews gli conferisce la laurea honoris causa in legge, mentre nel 1965 riceve quella della facoltà di lettere dalle Università di Lipsia e Rostov.

## Temi e stile
L'opera di Šolochov è stata ascritta da molti critici all'interno del canone del realismo socialista. I caratteri costitutivi della corrente dominante del tempo si possono riscontrare nelle opere giovanili, i cui protagonisti, denotati da un marcato slancio eroico, sono molto spesso sostenitori del potere sovietico, ma molti hanno ritenuto insufficiente questa categorizzazione per quanto riguarda i romanzi della maturità. In questi ultimi, la tensione ideologica emerge dal conflitto e dall'ambiguità e non vengono risparmiate le critiche nei confronti dell'autorità bolscevica.
Nei grandi romanzi degli anni trenta, la priorità di Šolochov rimane la fedeltà nei confronti del dato storico; la sua narrazione è scevra della retorica propagandistica e del tono ampolloso di molti dei romanzi del realismo socialista. Prevalgono i prestiti dagli idiomi dialettali e dalla poesia contadina e popolare del bacino del Don. Su questo sostrato si sviluppa una prosa piana e lineare, che facilmente si presta alla traduzione proprio perché tende al tipico.
Le sue ultime opere, invece, influenzate dallo stile cronachistico della produzione giornalistica, vedranno un ritorno all'ortodossia dei primi anni, con risultati però notevolmente inferiori dal punto di vista artistico.

## Cinema
Numerosi sono i film e i cortometraggi tratti da sue opere:
- 1930: Il placido Don (Tichij Don) di Ol'ga Ivanovna Preobraženskaja, Ivan Pravov, Michail Provor
- 1940: Podnjataja celina di Julij Raizman
- 1957: Il placido Don (Tichij Don) di Sergej Gerasimov, prima e seconda parte del ciclo
- 1958: Tichij Don II di Sergej Gerasimov, terzo capitolo del ciclo
- 1959: Il destino di un uomo (Sudba čeloveka) di Sergej Bondarčuk
- 1960: Žerebënok di Vladimir Aleksandrovič Fetin - mediometraggio
- 1960: Podnjataja celina - vtoraja serija di Aleksandr Gavrilovič Ivanov
- 1960: Podnjataja celina di Aleksandr Gavrilovič Ivanov
- 1960: Rozrusená zeme di Jan Matějovský - film tv
- 1961: Nachalënok di Evgenij Efimovič Karelov, Anatolij Markelov
- 1964: Kogda kazaki plačut di Evgenij Aleksandrovič Morgunov - cortometraggio
- 1964: Donskaja povest' di Vladimir Aleksandrovič Fetin, tratto dai racconti Shibalkovo semya e Rodinka
- 1965: Neprošennaja ljubov di Vladimir Vasil'evič Monachov
- 1968: The Jazz Age - serie tv (1 episodio: The Youngest Comrade)
- 1971: V lazorevoj stepi di Oleg Aleksandrovič Bondarёv, Vitalij Michajlovič Kol'cov, Valerij Jakovlevič Lonskoj, Vladimir Georgievič Šamšurin
- 1971: Podnjataja celina di Valerij Gorbačevic, Boris Ravenskich - film tv
- 1972: Smertnyj vrag di Evgenij Semёnovič Matveev
- 1975: Hanno combattuto per la patria (Oni sražalis za rodinu) di Sergej Fëdorovič Bondarčuk
- 1977: Nagycsaládú ember di Sándor Szőnyi G. - film tv
- 2005: The Colt di Elena Lanskaja - film tv
- 2006: Il placido Don (And Quiet Flows the Don) di Sergej Fëdorovič Bondarčuk - miniserie tv